# U-248 (tàu ngầm Đức)
U-248 là một tàu ngầm tấn công  Lớp Type VII thuộc phân lớp Type VIIC được Hải quân Đức Quốc Xã chế tạo trong Chiến tranh Thế giới thứ hai. Nhập biên chế năm 1943, nó chỉ kịp thực hiện được hai chuyến tuần tra và chưa đánh chìm được mục tiêu nào trước khi bị các tàu hộ tống khu trục Hoa Kỳ USS Hayter, USS Otter, USS Varian và USS Hubbard đánh chìm về phía Bắc quần đảo Azores vào ngày 16 tháng 1, 1945.

## Thiết kế và chế tạo

### Thiết kế

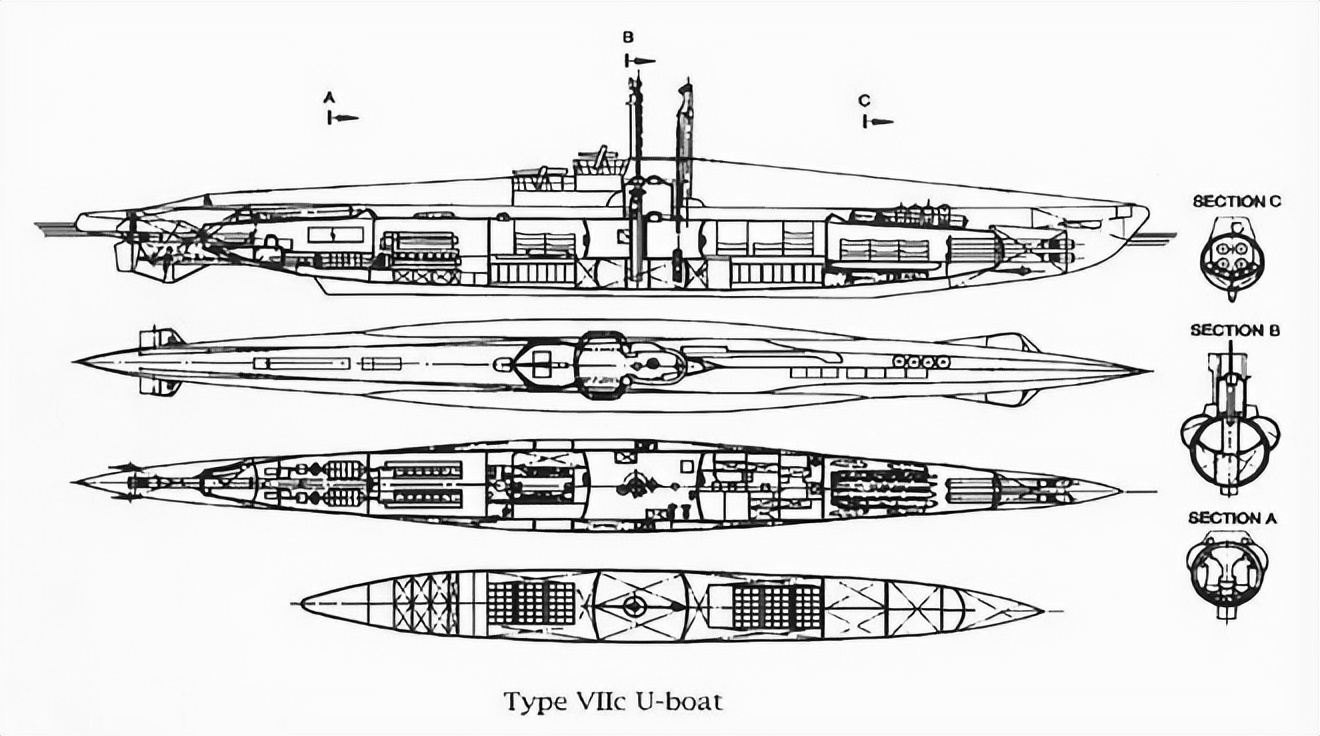
Sơ đồ các mặt cắt một tàu ngầm Type VIIC

Phân lớp VIIC của Tàu ngầm Type VII là một phiên bản VIIB được kéo dài thêm. Chúng có trọng lượng choán nước 769 t (757 tấn Anh) khi nổi và 871 t (857 tấn Anh) khi lặn). Con tàu có chiều dài chung 67,10 m (220 ft 2 in), lớp vỏ trong chịu áp lực dài 50,50 m (165 ft 8 in), mạn tàu rộng 6,20 m (20 ft 4 in), chiều cao 9,60 m (31 ft 6 in) và mớn nước 4,74 m (15 ft 7 in).
Chúng trang bị hai động cơ diesel Germaniawerft F46 siêu tăng áp 6-xy lanh 4 thì, tổng công suất 2.800–3.200 PS (2.100–2.400 kW; 2.800–3.200 bhp), dẫn động hai trục chân vịt đường kính 1,23 m (4,0 ft), cho phép đạt tốc độ tối đa 17,7 kn (32,8 km/h), và tầm hoạt động tối đa 8.500 nmi (15.700 km) khi đi tốc độ đường trường 10 kn (19 km/h). Khi đi ngầm dưới nước, chúng sử dụng hai động cơ/máy phát điện AEG GU 460/8–27 tổng công suất 750 PS (550 kW; 740 shp). Tốc độ tối đa khi lặn là 7,6 kn (14,1 km/h), và tầm hoạt động 80 nmi (150 km) ở tốc độ 4 kn (7,4 km/h). Con tàu có khả năng lặn sâu đến 230 m (750 ft).
Vũ khí trang bị có năm ống phóng ngư lôi 53,3 cm (21 in), bao gồm bốn ống trước mũi và một ống phía đuôi, và mang theo tổng cộng 14 quả ngư lôi, hoặc tối đa 22 quả thủy lôi TMA, hoặc 33 quả TMB. Tàu ngầm Type VIIC bố trí một hải pháo 8,8 cm SK C/35 cùng một pháo phòng không 2 cm (0,79 in) trên boong tàu. Thủy thủ đoàn bao gồm 4 sĩ quan và 40-56 thủy thủ.

### Chế tạo
U-248 được đặt hàng vào ngày 5 tháng 6, 1941, và được đặt lườn tại xưởng tàu của hãng Friedrich Krupp Germaniawerft tại Kiel vào ngày 19 tháng 12, 1942. Nó được hạ thủy vào ngày 7 tháng 10, 1943, và nhập biên chế cùng Hải quân Đức Quốc Xã vào ngày 6 tháng 11, 1943 dưới quyền chỉ huy của Hạm trưởng, Trung úy Hải quân Bernhard Emde.

## Lịch sử hoạt động
Sau khi hoàn thành việc chạy thử máy và huấn luyện trong thành phần Chi hạm đội U-boat 5, U-248 được điều sang Chi hạm đội U-boat 9 từ ngày 1 tháng 8, 1944 để hoạt động trên tuyến đầu, rồi lại được điều sang Chi hạm đội U-boat 11 từ ngày 1 tháng 11.

### Chuyến tuần tra thứ nhất
Sau khi chuyển căn cứ hoạt động từ Kiel đến Horten, Na Uy vào cuối tháng 7 rồi đến Bergen, Na Uy vào đầu tháng 8, U-248 khởi hành từ cảng Na Uy này vào ngày 18 tháng 8 cho chuyến tuần tra đầu tiên trong chiến tranh. Nó băng qua khe GIUK giữa quần đảo Faroe và Iceland để vòng qua quần đảo Anh và hoạt động tại vùng biển về phía Tây Bắc Scotland và Ireland. Chiếc tàu ngầm đã không đánh chìm được mục tiêu nào, và kết thúc chuyến tuần tra khi quay về cảng Trondheim cùng tại Na Uy vào ngày 14 tháng 10.

### Chuyến tuần tra thứ hai - Bị mất
U-248 xuất phát từ Trondheim vào ngày 3 tháng 12, 1944 cho chuyến tuần tra thứ hai, cũng là chuyến cuối cùng, để hoạt động trong khu vực Trung tâm Bắc Đại Tây Dương. Vào ngày 16 tháng 1, 1945, ở vị trí về phía Bắc quần đảo Azores, U-248 bị các tàu hộ tống khu trục Hoa Kỳ USS Hayter, USS Otter, USS Varian và USS Hubbard tấn công và đánh chìm bằng mìn sâu tại tọa độ 47°43′B 26°37′T / 47,717°B 26,617°T. Toàn bộ 47 thành viên thủy thủ đoàn của U-248 đều tử trận.